# Vignely

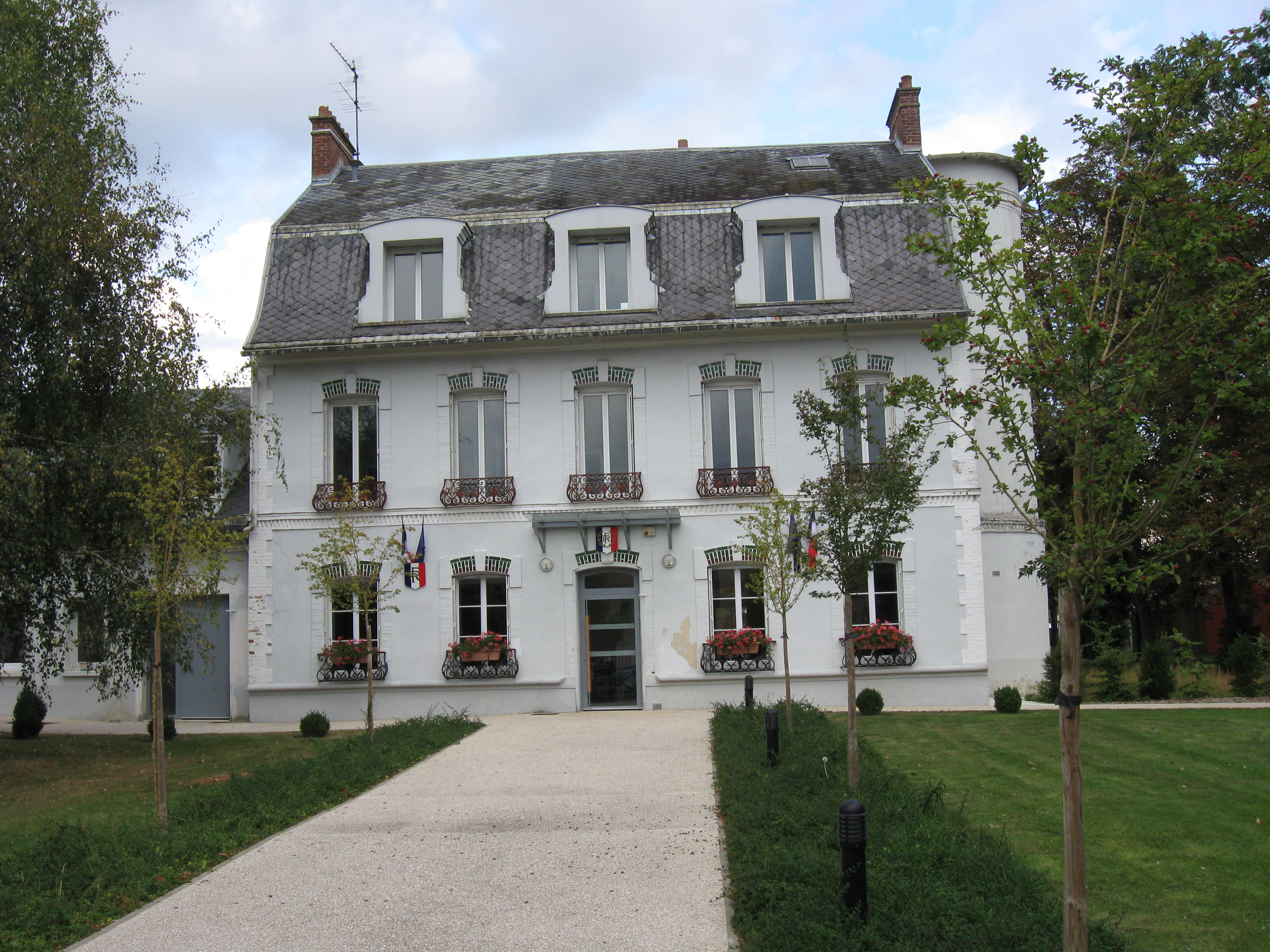
Gemeentehuis

Vignely is een gemeente in het Franse departement Seine-et-Marne (regio Île-de-France) en telt 159 inwoners (1999). De plaats maakt deel uit van het arrondissement Meaux.

## Geografie
De oppervlakte van Vignely bedraagt 3,6 km², de bevolkingsdichtheid is 44,2 inwoners per km².
De onderstaande kaart toont de ligging van Vignely met de belangrijkste infrastructuur en aangrenzende gemeenten.

## Demografie
Onderstaande figuur toont het verloop van het inwonertal (bron: INSEE-tellingen).